# Rừng của người đã mất

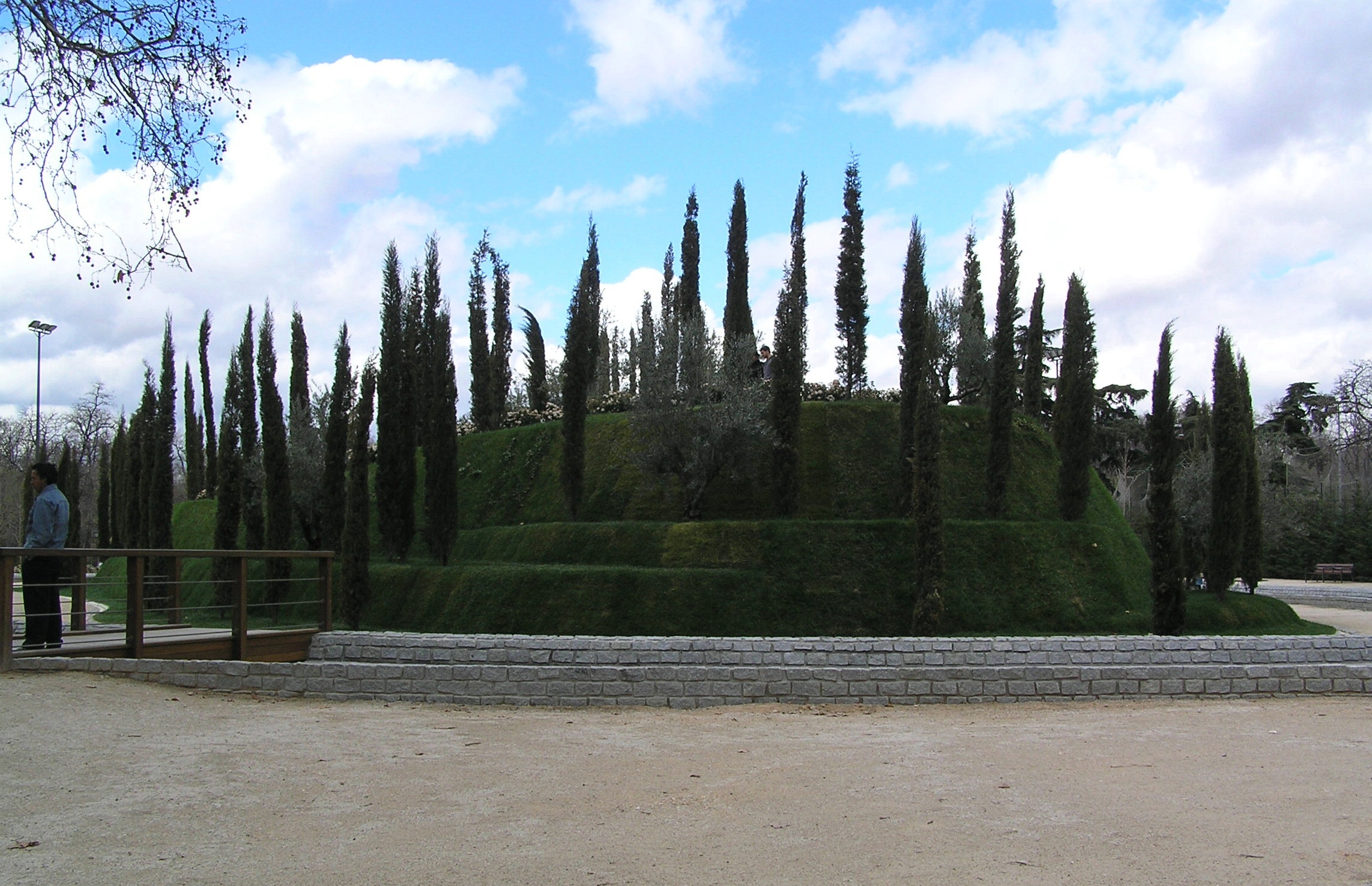
Rừng của người đã mất tại Madrid.

Rừng của người đã mất (tiếng Tây Ban Nha: Bosque de los Ausentes) là đài kỷ niệm nằm trong công viên Buen Retiro tại thủ đô Madrid của Tây Ban Nha, được xây để tưởng nhớ tới 191 nạn nhân và một nhân viên của lực lượng đặc biệt đã bị tử vong trong cuộc khủng bố ngày 11 tháng 3 tại Madrid khi bảy kẻ khủng bố đã dùng bom để tự tử vào ngày 3 tháng 4 năm 2004.
Đài kỷ niệm này có 192 cây ô-liu và cây bách, mỗi cây tượng trưng một người đã khuất, xung quanh có suối nhân tạo, vì nước tượng trưng cho sự sống. Nó nằm trên một ngọn đồi rất dễ nhận diện và viếng thăm ở gần nhà ga xe lửa Atocha, một trong những khu vực của thảm họa này.

## Lễ khánh thành
Vua Juan Carlos I và Hoàng hậu Sofía của Tây Ban Nha là chủ của lễ khánh thành vào ngày 11 tháng 3 năm 2005. Họ là những người đầu tiên đặt một bó hoa trước đài kỷ niệm. Bó hoa trắng đó chứa đựng một thông điệp "Để tưởng nhớ những người đã mất vì khủng bố".
Thái tử Felipe và vợ là Công nương Letizia, Thủ tướng José Luis Rodríguez Zapatero và đại diện của mọi đảng phái của Tây Ban Nha cũng tham gia vào lễ khánh thành này; thêm vào đó là một số quốc trưởng và các nhà lãnh đạo thế giới như Tổng thư ký Kofi Annan của Liên Hợp Quốc, Quốc vương Mohammed VI của Maroc, Tổng thống Hamid Karzai của Afghanistan, Tổng thống Abdoulaye Wade của Sénégal, Tổng thống Maaouya Ould Sid'Ahmed Taya của Mauritanie, Tổng thống Jorge Sampaio của Bồ Đào Nha, Quốc công Henri của Luxembourg, Ngoại trưởng Javier Solana của Liên minh Châu Âu, Chủ tịch Nghị viện châu Âu Josep Borrell, và các đại sứ của 16 quốc gia có công dân bị chết trong vụ khủng bố đó.
Gia đình các nạn nhân, trước đó, đã yêu cầu không đọc diễn văn trong buổi lễ, nhưng có một nhạc sĩ cello 17 tuổi đã chơi bài "El Cant dels Ocells" (theo tiếng Catala có nghĩa là "Thánh ca của loài chim") viết bởi Pau Casals.